# Las chicas del cable
Las chicas del cable (prt/bra: As Telefonistas) é uma série de televisão de drama de época espanhola produzida pela Netflix. É estrelado por Ana Fernández, Nadia de Santiago, Blanca Suárez e Maggie Civantos. A primeira temporada composta por oito episódios estreou no mundo todo em 28 de abril de 2017 na Netflix. A segunda foi ao ar em 25 de dezembro de 2017 e a terceira temporada saiu em 7 de setembro de 2018. A quarta temporada foi lançada em 9 de agosto de 2019. A quinta e última temporada, foi dividida em 2 partes com a parte 1 sendo lançada em 14 de fevereiro de 2020 e a parte 2 em 3 de julho do mesmo ano.

## Produção
Em 18 de julho de 2015 foi anunciado que Ana Polvorosa e Blanca Suarez estarão no projeto. No início de agosto 2015, confirma que Ana Fernández García e Maggie Civantos também estão no projeto, concluindo as protagonista do elenco feminino da série.
Em 23 de agosto de 2015 é confirmado que Yon González entrou para o projeto como o protagonista do elenco masculino da serie.
Em 14 de setembro de 2015 foi anunciado que Martiño Rivas estara no projeto, com seus ex-colegas Blanca Suarez e Yon González de el internado. Dois dias mais tarde confirmou que a veterana Concha Velasco junta-se a série.

## Enredo
Em 1928 uma moderna empresa de telecomunicações começa a operar em Madrid, chefiada pela família Cifuentes, uma família influente da época. A série conta a reviravolta na vida que quatro jovens, Alba, identificando-se como Lidia, Angeles, Carlota e Marga, levam quando começam a trabalhar para esta empresa. Desenvolvendo sentimentos de amor, ódio e raiva para com os maridos, namorados, amores de adolescência e pais, numa época em que as mulheres não tinham voz. Retratando principalmente, a relação de Lidia com Carlos, o filho do dono da companhia e Francisco, diretor da mesma empresa e sua paixão da adolescência.
Parte do foco do programa são as dificuldades que as mulheres trabalhadoras enfrentaram na década de 1920. Retrata temas muito polêmicos, tais como a bissexualidade, violência doméstica, aborto, transexualidade e desigualdade de gênero e raça.

## Elenco e personagens
|                   |                                       | Elenco Principal |                 |                 |                 |              |
| Blanca Suárez     | Lidia Aguilar Dávila                  | Principal        | Principal       | Principal       | Principal       | Principal    |
| Yon González      | Francisco Gómez                       | Principal        | Principal       | Principal       | Principal       | Principal    |
| Maggie Civantos   | Ángeles Vidal                         | Principal        | Principal       | Principal       | Principal       | Participação |
| Ana Fernández     | Carlota Rodríguez de Senillosa        | Principal        | Principal       | Principal       | Principal       | Principal    |
| Nadia de Santiago | María Inmaculada "Marga" Suárez Pazos | Principal        | Principal       | Principal       | Principal       | Principal    |
| Martiño Rivas     | Carlos Cifuentes                      | Principal        | Principal       | Principal       | Principal       | Principal    |
| Ana Polvorosa     | Oscar Ruiz (Sara Millán)              | Principal        | Principal       | Principal       | Principal       | Principal    |
| Sergio Mur        | Mario Pérez                           | Principal        | Principal       |                 |                 |              |
| Borja Luna        | Miguel Pascual                        | Principal        | Principal       | Principal       | Principal       |              |
| Nico Romero       | Pablo Santos                          | Principal        | Principal       | Principal       | Principal       | Principal    |
| Nico Romero       | Julio Santos                          |                  |                 | Principal       |                 | Principal    |
| Iria Del Río      | Carolina Moreno                       | Principal        | Principal       |                 |                 |              |
| Ángela Cremonte   | Elisa Cifuentes                       | Principal        | Principal       | Principal       | Principal       |              |
| Carlos Kaniowsky  | Inspetor Beltrán                      | Principal        |                 |                 |                 |              |
| Concha Velasco    | Carmen de Cifuentes                   | Principal        | Principal       | Principal       | Principal       | Participação |
| Antonio Velázquez | Cristóbal Cuevas Moreno               |                  | Principal       | Principal       | Principal       | Principal    |
| Ernesto Alterio   | Sebastián Uribe                       |                  | Principal       | Principal       |                 |              |
| Luis Fernández    | Pedro Guzmán                          |                  | Participação    | Principal       |                 |              |
| Anahí Civantos    | Sofía Pérez Vidal                     | Recorrente       | Participação    |                 | Participação    |              |
| Denisse Peña      | Sofía Pérez Vidal                     | Does not appear  | Does not appear | Does not appear | Does not appear | Principal    |
| Miguel Diosdado   | Isidro Barrero                        | Does not appear  | Does not appear | Does not appear | Does not appear | Principal    |
| Raúl Mérida       | Felipe                                | Does not appear  | Does not appear | Does not appear | Does not appear | Principal    |
| Alex Hafner       | James Lancaster                       | Does not appear  | Does not appear | Does not appear | Does not appear | Principal    |

Nota
1. ↑  Sergio Mur só apareceu no primeiro episódio da segunda temporada, porém foi creditado durante toda a temporada.
2. ↑  Ernesto Alterio é creditado até o episódio 3.05

## Episódios
| Temporada | Temporada | Episódios | Episódios          | Originalmente lançado   |                        |
| --------- | --------- | --------- | ------------------ | ----------------------- | ---------------------- |
|           | 1         | 8         | 8                  | 28 de abril de 2017     | 28 de abril de 2017    |
|           | 2         | 8         | 8                  | 25 de dezembro de 2017  | 25 de dezembro de 2017 |
|           | 3         | 8         | 8                  | 7 de setembro de 2018   | 7 de setembro de 2018  |
|           | 4         | 8         | 8                  | 9 de agosto de 2019     | 9 de agosto de 2019    |
|           | 5         | 10        | 5                  | 14 de fevereiro de 2020 |                        |
| 5         | 5         | 10        | 3 de julho de 2020 |                         |                        |